# Teresa de la Parra
Ana Teresa de la Parra Sanojo (Paris, 5 de outubro de 1889-Madrid, 23 de abril de 1936), mais conhecida como Teresa de la Parra, foi uma escritora venezuelana, e uma aristocrata. É considerada uma das escritoras mais destacadas da sua época. Apesar de que a grande parte da sua vida decorreu no estrangeiro, soube expressar na sua obra literária o ambiente íntimo e familiar da Venezuela desse então. Segundo Rose Anna Mueller, La Parra «descreveu a sua educação e as suas experiências em Venezuela num novo estilo livre do crioulo ou estilo pitoresco em voga na época».
Excursionou no mundo das letras da mão do jornalismo, escreveu duas novelas que a imortalizarão em toda a América do Sul: Ifigenia e Memórias de Mamãe Branca. A sua novela mais conhecida Ifigenia, propôs pela primeira vez no país o drama da mulher em frente a uma sociedade que não lhe permitia ter voz própria e cuja única opção de vida, segundo a sociedade, era o casamento legalmente constituído. Por isso, o título de Ifigenia remete à personagem grega e ao sacrifício.

## Biografia

### Juventude
Teresa de la Parra nasceu em 5 de outubro de 1889. Foi a primeira filha de pais venezuelanos, Rafael Parra Hernaiz e Isabel Sanojo Ezpelosim de Parra. Teve cinco irmãos: dois irmãos maiores, Luis Felipe e Miguel, e três irmãs mais novas, Isabelita, Elia, e María do Pilar. Nasceu em Paris, porque nesse então seus pais se encontram fortuitamente nesta cidade: seu pai Rafael era cônsul venezuelano em Berlim. A família voltou à Venezuela quando La Parra já tinha dois anos de idade.
A sua família fazia parte da aristocracia venezuelana e ao sector dos terratenentes. Na fazenda de cana O Tazón, próxima a Caracas, passa sua infância. Tão provinciana vida se passa seis anos depois, ao morrer repentinamente o seu pai. É uma menina de onze anos quando a sua família decide fixar residência na Europa. Instalam-se em Mislata (Valencia), Espanha, e Teresa é internada no colégio religioso Sagrado Coração de Godella (Valencia). Ali começa a expressar a sua inquietude pela poesia. As obras literárias de Teresa de la Parra são altamente influenciados por Romain Rolland, Gustave Flaubert, Marie-Henri Beyle (Stendhal), Guy de Maupassant, e autores contemporâneos Pierre Loti, Maurice Maeterlinck, Alphonse Daudet, Anatole France, e as mulheres francesas escritoras, Gyp, Marcelle Tynaire, Sidonie-Gabrielle Colette e Ana de Noailles (Mueller, 2012, p. 5). À idade de 19, o poema que escreveu para celebrar «no dia da beatificação da Venerável Mãe Magdalena Sofía Barat» lhe levou a ganhar o primeiro prémio e se pode encontrar «no Boletim do Sagrado Coração» (Mueller, 2012, p. 4).

### Regresso a Caracas
Em 1910, os Parra Sanojo estão de volta em Caracas. Vivem numa casa de estilo colonial, situada entre os cantos de Torre e Verões. Nas tertúlias que ali se organizam, e em frequentes reuniões que se dão nos cafés ou "botelherias" da Caracas de princípios do século XX, a jovem escritora toma apontes sobre os modos do espanhol caraquenho, de suas maneiras, de suas variantes. Tem uma grande fascinação pela fala coloquial, mas a diferença do que da estilo o costumbrismo, a reproduzir não será o fim da sua obra, se trata só de um recurso para contar histórias.

### Começos literários
Em 1915 com o pseudónimo de Fru-Fru, la Parra publicou dois contos «Um evangelho índio: Buda e a leprosa» e «Flor de loto: uma lenda japonesa» no jornal O Universal.
Provavelmente os outros contos deste período não publicadas até 1982 são «O ermitão do relógio», «O génio do pesa cartas» e «A história da senhorita grão de pó, bailarina do sol».
Assim mesmo, em 1920 publicou em revista a Actualidades, dirigida por Rómulo Galegos, seu «Diário de uma caraquenha pelo Longínquo Oriente», que em realidade é uma ficção baseada nas cartas enviadas pela sua irmã em numerosas viagens.
Nesse mesmo ano, la Parra publicou «Mama X» num concurso nacional de conto patrocinado pelo diário O Lutador e ganhou um preço especial. Em vista de seu sucesso, José Rafael Pocaterra, editor de revista a Leitura Semanal, convidou-a a publicar «Diário de uma senhorita que se incomoda» na revista e emitiu seis mil cópias que se venderam a cabo nuns poucos dias.

### Carreira brilhante
Em 1923 muda-se para Paris. Em 1924 publicou com o pseudónimo de Teresa la Parra a sua primeira e mais famosa novela Ifigenia, com a que participou num concurso literário em Paris, auspiciado pelo Instituto Hispano-americano da Cultura Francesa, obtendo o primeiro prémio.
Um pouco depois, Ifigenia foi traduzido ao francês por Francisco de Miomandre, um conhecido escritor e mediador entre França e América espanhola. A sua fama cresceu até converter-se numa das escritoras mais destacadas de Latinoamérica e colocar ao lado de Gabriela Mistral, com quem manteve uma estreita amizade. Em 1927, foi convidada a Cuba para participar e falar de Simón Bolívar no Congresso de Imprensa Latina; o tema do seu discurso foi "A Influência Oculta das Mulheres na Independência e na vida de Bolívar". Foi então quando se encontrou com alguém que teria um papel importante na sua vida durante os seus últimos anos, Lydia Cabrera. Em 1929 publicou a sua segunda novela, Memórias de Mamãe Branca aparecido em espanhol e em francês.
Em 1930, recebeu um convite para ir à Colômbia a dar uma série de conferências, publicada com o título "Três conferências inéditas" em 1961, sobre o papel da mulher na cultura espanhola e história desde a época colonial até o presente e aclara que o seu feminismo é moderado, define a identidade feminina de um modo aberto e diz que uma escritura feminina não tem que limitar ao tema de amor, e não é na temática onde se identifica.

### Últimos anos
Tendo fé em encontrar um remédio para a sua doença, Teresa la Parra passou muitos anos nas instituições médicas. Na forma de uma carta, tem escrito aos seus amigos, descrevendo como o seu horário diário está a viver em sanatórios.
Teresa la Parra é bem reconhecida pelo seu amor por uma maneira fácil e relaxada da vida e a sua paixão pela moda. Desafortunadamente, a morte cobrou a sua vida na casa de Madrie onde vivia uma vida incómoda. Tinha gente que entrava e saía da sua casa que perturbava a paz e a tranquilidade que gostaria de ter tido. Apesar de que o ambiente no que estava poderia ter sido melhor, la Parra morreu na presença da sua família, como a «sua mãe, sua irmã e sua melhor amiga, Lydia Cabrera».
Como consequência de perder a batalha contra a tuberculose e a asma, Teresa la Parra morreu em 23 de abril de 1936.
Desafortunadamente, Parra nunca teve a oportunidade de escrever uma autobiografía da sua vida e os críticos ficaram sem interpretar partes desconhecidas de sua vida através de sua literatura.
Originalmente, os restos de Teresa la Parra encontravam-se no cemitério da Almudena, em Madrid. Em 1974, foram repatriados para a sua terra natal em Caracas para estar unidos com os restos da sua família «na cripta da família Parra Sanojo» que se encontra no Cemitério Geral do Sul. No entanto, para celebrar no ano centenário do seu nascimento, em 1989, seus restos foram transladados ao Panteão Nacional da Venezuela, em Caracas.

### Teresa de la Parra e o Feminismo
Em 1930, Teresa la Parra foi convidada a oferecer uma série de conferências em Bogotá. O conteúdo dessas conferências foi publicado em 1961. Estes textos referem-se à influência das mulheres na cultura espanhola e história. Nestas conferências Teresa la Parra compartilhou as suas ideias a respeito do feminismo e disse que as mulheres devem ser fortes e sãs, devem trabalhar e ser financeiramente independentes, e devem considerar aos homens como a seus amigos e colegas, não como seus proprietários ou inimigos. Ela se chamou a si mesma uma feminista moderada, e argumentou que uma mudança radical e abrupto não traria estabilidade entre os dois sexos.

## Pseudónimo
Em 1924, é publicada a primeira grande novela desta escritora, assinada com o pseudónimo de Teresa la Parra. O nome Teresa provinha directamente de uma série de mulheres da sua família que levavam este nome, começando com a sua antepassada Teresa Jerez de Aristeguieta, prima do libertador Simón Bolívar e mãe de Carlos Soublette, herói venezuelano em geral. Assim, mudando só um pouco o seu próprio nome, utilizou o pseudónimo como um antifaz com o que se ocultou a médias e com o que ficou imortalizada.

## Novelas
Ifigneia

#### Trama
Trata a história da jovem María Eugenia Alonso, uma garota de dezoito anos, bonita, animada e inteligente que regressa a Caracas após a morte de seu pai. Tinha vivido na França durante muitos anos e esqueceu-se dos seus costumes nativos venezuelanas. Ao seu regresso, descobre que o seu tio Eduardo tem roubado a sua herança e agora é totalmente dependente do seu tio. Apesar do amor para a sua avó e sua tia Clara, a María Eugenia se lhe dificulta encaixar na atmosfera da sociedade caraquenha.
A novela começa com uma longa carta à amiga da infância do narrador, Cristina de Iturbe, a quem conheceu em Paris. Na carta, María Eugenia relata as suas experiências em Paris e apresenta-se a si mesma como uma mulher sofisticada, moderna e atrevida. No entanto, ela está atrasada pela velha tradição da sua sociedade nativa. Mais adiante na história, María Eugenia reúne-se com Mercedes Galindo, quem tem um papel importante na vida de María. Mercedes é uma mulher sofisticada de uns trinta anos e simboliza todo o que María gostaria de ser: Exótica, moderna, encantadora e formosa, Mercedes tem o estilo de vida que María deseja ter. Em companhia de Mercedes, María sente-se libertada da atmosfera sufocante da sua casa. Ali, conhece a Gabriel Olmedo de quem apaixona-se perdidamente. Não obstante, Gabriel casa-se com outra mulher e Mercedes muda-se para a França. María a seguir, passa os próximos dois anos na casa da sua avó lendo muito e aceitando gradualmente as normas da sociedade caraquenha. Após dois ou três anos permite-se-lhe ter um pretendente cujo nome é César Leal. Como María o despreza, a sua tia Clara e a sua avó a pressionam para aceitar o seu cortejo. Por outra parte, Gabriel nunca será capaz de apreciar a sua esposa, actuando de maneira dominante e opressiva. Quando o seu tio Pancho está a ponto de morrer, María se reúne com Gabriel de novo, quem é infeliz com seu casamento e lhe pede a María para ir com ele. Mas ela abandona a Gabriel e a sua felicidade, para se sacrificar em favor da reputação familiar, a sua segurança e a sua liberdade.

#### Temas
Em Ifigenia, Teresa la Parra explora o tema da identidade feminina através do desenvolvimento psicológico e emocional de seu protagonista, María Eugenia Alonso.
Ifigenia foi a primeira grande novela venezuelana que marca a maturidade do género nas letras do país; foi escrita ao terminar a Primeira Guerra Mundial. Publicada em 1924, escrita em forma de diário pessoal, foi a primeira novela publicada com o pseudónimo de Teresa la Parra. A novela não foi considerada uma obra feminista até os anos 1980. Reflete a inconformidade de uma jovem que não tem a voz própria nem a possibilidade de eleger seu destino num mundo que, segundo a sua definição, é «um banquete de homens sozinhos». A novela mostra a realidade de muitos dos contemporâneos da autora. Por esta razão, e pela sua genuína representação de uma mulher em procura do seu próprio ser, a novela é um ganho importante da época.
O texto abre o caminho para uma nova valorização da mulher. Em chave literária, é manifestação do que a mesma autora define como um feminismo moderado, no que a mulher deve conquistar o seu posto no mundo não através de uma "revolução", senão de uma "evolução" que lhe permita crescer como ser humano. Tal pensamento reflecte, definitivamente, o seu próprio desempenho vital, e adianta-se como prática de vida a circunstâncias que não serão quotidianas no mundo senão um século mais tarde. A novela, além de um difícil e interessante tema para a época, mostra muitas dos costumes venezuelanos. Particularmente as da vida de Caracas.

#### Recepção crítica
Quando Ifigenia foi publicado em 1924 criou tensão. Ganhou o primeiro lugar no Concurso de autores americanos na França no mesmo ano e uma tradução em francês apareceu muito pouco depois. A obra apresenta problemas que o público leitor não podia aceitar nesse momento. Inclui observações negativas da de Parra sobre a atmosfera sufocante da sociedade de Caracas que a gente não gosta ser recordado. Numa carta ao seu amigo Rafael Carías, la Parra queixa-se da má percepção dos leitores da ironia de Ifigenia.

### Memórias de Mamãe Branca
A sua segunda novela, publicada em 1929, é considerada um clássico da literatura hispanoamericana, constitui a primeira grande novela de evocação da literatura venezuelana. Foi escrita na Europa durante uma autorreclussão em Vevey, Suíça, que Teresa la Parra se impôs para terminar a obra. Nela aborda o tema da memória, da saga familiar, ilustra o ambiente da sua juventude, mostrando personagens e costumes da época. A exploração da intimidade da família de Mamãe Branca é, ademais reflexo da intimidade mesma do venezuelano, tema que sempre lhe fascinou. A novela relata momentos importantes da sua infância, em especial sobre a relação com a sua família. Desenvolve-se na fazenda do seu pai na que existia um trapiche para fabricar papelão. São estas as memórias de uma jovial idosa que conta as suas travessuras infantis. Teresa la Parra conheceu casualmente a essa idosa, com a que não estava unida por nenhum laço de parentesco mas sim por misteriosas afinidades espirituais.
Ao longo das suas páginas, os olhos de Branca Neves vão descrevendo personagens emblemáticos de um país que experimentava um profundo processo de transformações políticas, sociais, culturais e económicas. Entre as personagens estão Evelyn, a estrita mulata trazida de Trinidade, o Primo Juancho, o ilustrado europeísta e Vicente Cochocho, peão de fazenda, quem expressava-se com palavras próprias do século XVI.
A segunda novela de Teresa la Parra, Memórias de Mamãe Branca não recebeu o mesmo nível de aceitação como Ifigenia fez de seus leitores. Como questão de facto, ao que gostava Ifigenia mostrou da reacção oposta a Mamãe Branca.

## Temas
A série de histórias curtas que Teresa la Parra escreveu ao redor de 1915 mostra uma facilidade particular na linguagem e uma expressão elegante que também caracterizam a sua obra posterior. Estas histórias, no entanto, não têm nenhum dos temas que ela explora nas suas obras maiores. Em mudança, têm uma afiliação com O modernismo, em particular com os textos de Rubén Darío em Azul... (1888). Mais tarde, ela se escapa da sombra do movimento literário da época na América Latina e desenvolveu da sua própria voz.
Os temas que interessavam a Parra incluíam o uso da linguagem. Por exemplo, em suas obras explora a expressão da mulher através das palavras, e em frente à repressão masculina. Por exemplo, Parra reconhece que dentro do patriarcado a voz das mulheres costuma ser reprimida em sua expressão, enquanto a dos homens é dominante. Parra joga com a expressão feminina silenciada e dominante através da personagem de María Eugenia em Ifigenia Outro tema inclui os papéis da mulher dentro da sociedade. Com frequência vêm-se dois tipos de mulheres: tradicional e conservadora, ou rebelde.

## Estilo da escrita
Vários críticos têm dito que o seu trabalho é único. Não iniciou um novo movimento literário, nem poderia ser definido em qualquer movimento literário estabelecido. Gómez Gil escreveu que la Parra "deu estímulo a uma rica literatura feminina que floresceu em quase todos os países de Hispano-América."
Os historiadores da literatura tinham diferentes opiniões sobre o seu estilo. Alguns a punham abaixo "Narradores mais subjectivos que objectivos" e as suas obras como "Novelas psicológicas e filosóficas". Fernando Alegria lista-lhe baixo "regionalismo", no entanto Gómez Gil põe-na em "O realismo ao estilo europeu". Ifigenia e Mama Branca, sem dúvida, devem caracterizar pelo realismo e o regionalismo porque mostram os costumes, ajustes, e as vidas venezuelanas e falam com absoluta fidelidade e realismo.

## Avaliação crítica

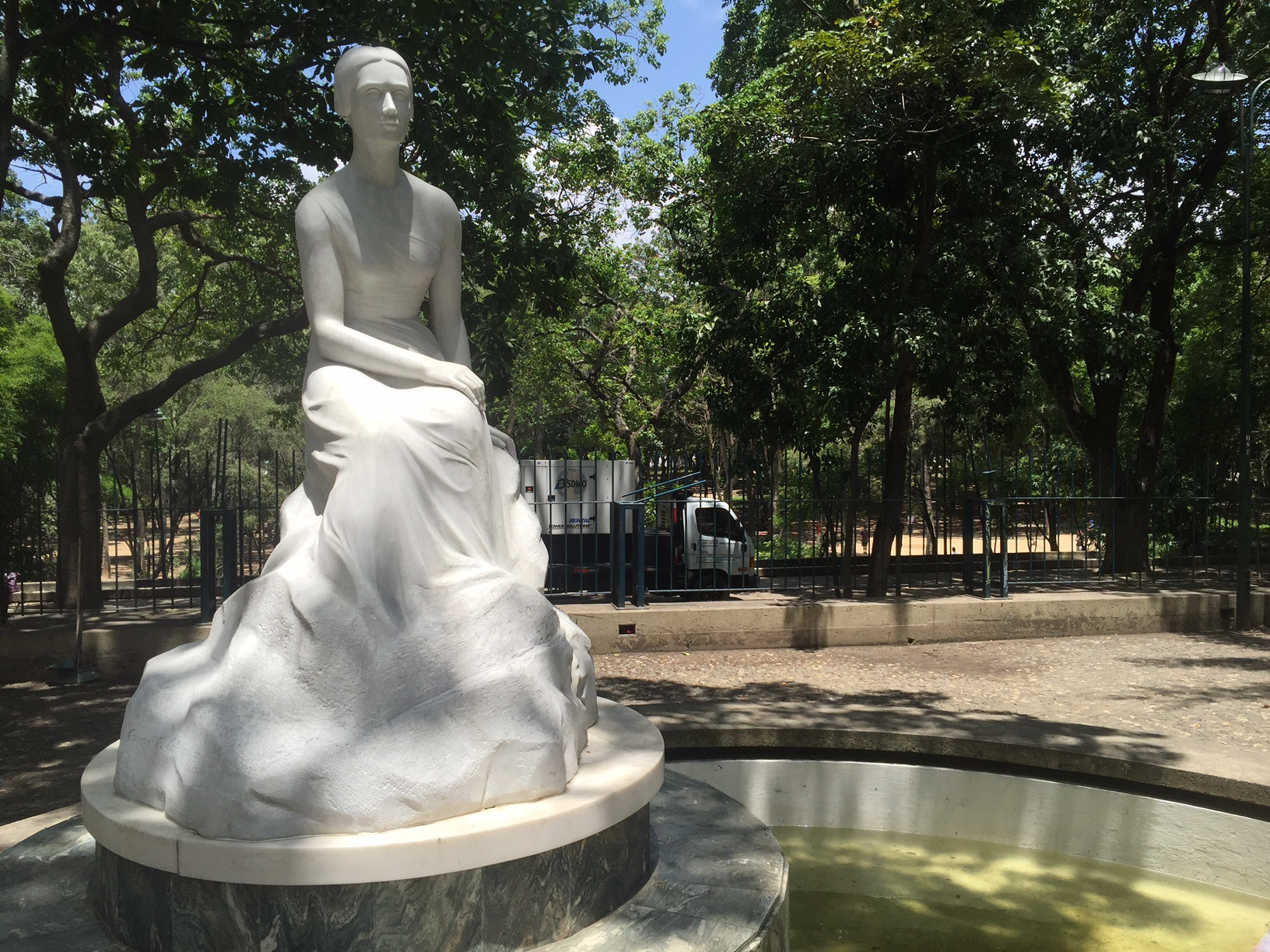
Monumento a Teresa la Parra no parque Os Caobos de Caracas.

A crítica Rose Anne Mueller compara a Teresa la Parra com a novelista inglesa, Jane Austen, dado o facto que em Ifigenia la Parra escreve sobre a sociedade da elite, e dada o seu forte enfoque em assuntos de classe e as modalidades. Ademais, sugere Mueller, "suas associações e relações com vários membros da intelectualidade da sua geração converteu-a numa dos primeiros intelectuais públicos femininos. La Parra foi muito por adiante do seu tempo de várias maneiras."
Teresa la Parra também tem sido comparada com Fray Luis de León, João da Cruz, Shakespeare, Anatole France, Gutiérrez Nájera, Marcel Proust, os franceses Pós-simbolistas, Cervantes, Eça de Queiroz, e os pintores Rogier van der Weyden e Hans Memling.
A novela de Teresa la Parra, Ifigenia tem acendido o escrutínio público. Dantes da década de 1970, a voz feminina tem proposto alguns reptos para a crítica masculina. Sem lugar a dúvidas, a primeira novela de Teresa la Parra tem servido valiosa para as mulheres, já que significou a sua luta contra os actos injustos causados a elas pela sociedade. Na década de 1920, a suas escritas têm as mulheres verdadeiramente apoderados especialmente na América Latina. Essencialmente, Ifigenia questiona a dominação dos homens na sociedade. É sem dúvida que as obras de Teresa la Parra tem fortalecido a resistência das mulheres na cena de ficção latino americana.
Dores Ramírez argumenta que Ifigenia oferece uma perspectiva sobre as relações entre mulheres, o que poderia ser visto como uma ameaça ao patriarcado. Quando as mulheres têm relações próximas, como María Eugenia e Mercedes, isto diminui o papel central das relações heterossexuais. Ademais, Ramírez acha que pode-se existir o desejo sexual entre María Eugenia e Mercedes.
De facto, pode-se dizer que Ifigenia marca uma revolução no campo da literatura na América Latina, já que "escutando a trama romântica feminina sim, Parra desafia e transforma a tradição da novela na América espanhola, enquanto sobre a base de uma história literária feminina única".

## Obras
- la Parra, Teresa (1922), Diário de uma señorita que se incomoda, Caracas: Bolívar. A Leitura Semanal 12.
- la Parra, Teresa (1923), A Mamãe X, Caracas: Tipografía Moderna, OCLC 432835983.
- la Parra, Teresa (1924), Ifigenia: Diário de uma señorita que escreveu porque se incomodava, Paris: Franco-Ibero-Americana, OCLC 6675329.
- la Parra, Teresa (1929), As memórias de Mamãe Branca, Paris: Lhe Livre Livre, OCLC 581661.
- la Parra, Teresa (1953), Epistolario íntimo, Caracas: Linha Aeropostal Venezuelana, OCLC 2432301.
- la Parra, Teresa (1957), Cartas a Rafael Carías, Alcalá de Henares: Oficinas Penitenciárias, OCLC 6523794.
- la Parra, Teresa (1961), Três conferências inéditas, Caracas: Garrido, OCLC 3065791.
- la Parra, Teresa (1965), Fazes completas, Caracas: Arte, OCLC 1953193.
- la Parra, Teresa (1982), Faz (Narrativa, ensaios, cartas), ISBN 9788466000932, Caracas: Ayacucho.